# Monika Pflug
Monika Pflug, född 1 mars 1954 i München, är en tysk före detta skridskoåkare som tävlade för Västtyskland.
Pflug blev olympisk guldmedaljör på 1 000 meter vid vinterspelen 1972 i Sapporo.